# Plecotus auritus
Plecotus auritus (европски смеђи дугоушан) је слепи миш средње величине из рода Plecotus. Карактерише се дугачким смеђим крзном са дорзалне и беж крзном са вентралне стране тела као и изузетно дугим ушима које су током мировања савијене ка назад и испод крила.Трагус је дуг и ланцетаст, усмерен ка напред чак и ако су уши савијене. Младунци су сивкасти са свих страна тела. Канџа на палцу је дугачка и савијена, а палац и стопала су велики. 

## Распрострањење
Врста је ендем Европе, њен ареал покрива део континента јужно од 65° СГШ, северно од Средоземног и Црног мора, Кавказ и земље Закавказја, као и подручје западно од границе са Азијом.
У јужној Европи је распрострањење ограничено на веће надморске висине.

### Станиште и склониште
P. auritus је типични припадник шумских станишта,ређе су налажени у низијским четинарским шумама, а лове углавном око склоништа у листопадним и четинарским шумама, као и дуж живица и у парковима.  Ова врста склоништа проналази углавном у дрвећу и зградама током лета, а током зиме хибернацијска склоништа налази у дрвећу (углавном у централној и источној Европи) или у подземним склоништима у мањим колонијама (већински у западној и централној Европи).  
Разлике у избору типа станишта (шуме или полуотворена станишта) и склоништа (дрвеће или зграде), као и у боји припадника врсте, приписују се постојању две генетске линије (једна из источног, а друга из западног глацијалног уточишта). 

## Фактори угрожавања
Губитак шума са старим стаблима, као и губитак широколисних шума су најзначајнији фактори угрожавања ове врсте на јужном делу њеног ареала, а мере очувања се фокусирају на заштиту оваквих станишта. 

## Ехолокација
P. auritus има изузетно тихе ехолокационе сигнале који се могу детектовати тек на раздаљини од око 5m. Тип позива које ова врста производи су углавном FM сигнали са два хармоника од који је нижи у распону од 55kHz до 17kHz, а виши у распону од преко 80kHz све до 35 kHz. 